# Crypsinoideae
Crypsinoideae, potporodica papratnjača, dio porodice Polypodiaceae. Sastoji se od tri roda, tipični je Crypsinus C.Presl, sinonim za Selliguea, raširen po suptropskoj i tropskoj Aziji i Pacifiku, i po kojem je potporodica dobila ime.

## Povijest potporodice
Crypsinoideae je prvi puta prepoznata 1970. kao jedna od pet potporodica unutar Polypodiaceae. Smith et al. (2006) klasificira Polypodiaceae u skupinu manjih porodica kao što su Drynariaceae, Grammitidaceae (grammitide), Gymnogrammitidaceae, Loxogrammaceae, Platyceriaceae, Pleurisoriopsidaceae. Christenhusz et al. (2011.) prepoznali su potporodicu Drynarioideae koja uključuje drynarioidne i selligueoidne papratnjače. Nadalje, Schneider et al. (2004) prepoznao je papratnjače Drynarioid i Selligueoid u dvije podklade Drynarioid i Selligueoid. Potonji se sastojao od četiri roda, tj. Arthromeris (T.Moore) J.Sm., Gymnogrammitis Griff. Polypodiopteris C.F. Reed i Selliguea Bory dok je Drynarioidna papratnjača uključivala Drynaria (Bory)J.Sm. i Aglaomorpha Schott. PPG I (2016.) prepoznao je nekoliko rodova kao što su Drynaria, Arthromeris, Selliguea i tri druga u okviru potporodice Drynarioideae. Nayar (1970.) je prvi prepoznao potporodicu Crypsinoideae koja je kasnije objavljena kao Drynarioideae (Crabbe et al. 1975.). Međutim, Wei & Zhang (2022) na temelju sekvence plastoma, jezgrenih ribosoma i morfoloških dokaza grupirali su tri roda, Drynaria, Synammia i Selliguea (uključujući Arthromeris Gymnogrammitis, Paraselliguea, Pichisermollodes, Phymatopteris) pod potporodicu Crypsinoideae.

## Rodovi
1. Synammia C. Presl (3 spp.)
2. Drynaria (Bory) J. Sm. (33 spp.)
3. Selliguea Bory (124 spp.)